# 田中湧士
田中湧士（日语：／ Tanaka Yushi，1999年5月5日—），日本男子羽毛球運動員，亦為現役日本國家羽毛球隊（B隊）成員。熊本县出生，先后毕业于菊池市立菊池南中學校和熊本县立八代东高等学校，畢業於日本大学。2022年4月1日，加入NTT东日本会社，同時成為該社羽球部員。

## 簡歷
2021年12月，田中湧士在全日本綜合羽毛球錦標賽上打入决赛，意外战胜了赛前夺冠热门奈良冈功大，获得全国冠军。
2022年9月，田中湧士出戰波蘭羽毛球國際賽，取得个人在国际系列赛事的首个冠军。

## 主要比賽成績
只列出曾進入準決賽的國際賽事成績：
| 年份   | 賽事                     | 公開賽級別 | 項目     | 成績   |
| ------ | ------------------------ | ---------- | -------- | ------ |
| 2020年 | 牙買加羽毛球國際賽       | 國際系列賽 | 男子單打 | 亞軍   |
| 2020年 | 秘魯羽毛球未來系列賽     | 未來系列賽 | 男子單打 | 冠軍   |
| 2022年 | 聖但尼羽毛球公開賽       | 國際挑戰賽 | 男子單打 | 亞軍   |
| 2022年 | 波蘭羽毛球國際賽         | 國際系列賽 | 男子單打 | 冠軍   |
| 2022年 | 本迪戈羽毛球國際賽       | 國際挑戰賽 | 男子單打 | 準決賽 |
| 2022年 | 北港羽毛球國際賽         | 國際挑戰賽 | 男子單打 | 冠軍   |
| 2023年 | 愛沙尼亞羽毛球國際賽     | 國際系列賽 | 男子單打 | 冠軍   |
| 2023年 | 大阪羽毛球國際挑戰賽     | 國際挑戰賽 | 男子單打 | 冠軍   |
| 2023年 | 印尼棉蘭羽毛球大師賽     | 超級100賽  | 男子單打 | 準決賽 |
| 2023年 | 高雄羽球大師賽           | 超級100賽  | 男子單打 | 亞軍   |
| 2024年 | 奧爾良羽毛球大師賽       | 超級300賽  | 男子單打 | 冠軍   |
| 2024年 | 丹麥羽毛球國際挑戰賽     | 國際挑戰賽 | 男子單打 | 冠軍   |
| 2024年 | 美國羽毛球公開賽         | 超級300賽  | 男子單打 | 冠軍   |
| 2024年 | 加拿大羽毛球公開賽       | 超級500賽  | 男子單打 | 準決賽 |
| 2024年 | 中國寶鷄羽毛球大師賽     | 超級100賽  | 男子單打 | 準決賽 |
| 2025年 | 亞洲羽毛球混合團體錦標賽 | 其他       | 混合團體 | 季軍   |
| 2025年 | 馬來西亞羽毛球大師賽     | 超級500賽  | 男子單打 | 準決賽 |

| 2018-2026年 | 總決賽 | 超級1000賽 | 超級750賽 | 超級500賽 | 超級300賽 | 超級100賽 | 國際挑戰賽 | 國際系列賽 | 未來系列賽 | 其他 |